# گبریل داگلس
گبریل کریستینا ویکتوریا داگلس معروف به گبی (به انگلیسی: Gabby Douglas) (زادهٔ ۳۱ دسامبر ۱۹۹۵) یک ژیمناست آمریکایی است. داگلس که عضو تیم ملی ایالات متحدهٔ آمریکا است، توانست در رقابت‌های قهرمانی ژیمناستیک هنری جهان در سال ۲۰۱۱ در توکیو ژاپن به مدال طلا دست یابد. همچنین او در تیم اعزامی به المپیک ۲۰۱۲ لندن نیز حضور داشت که موفق به دریافت مدال طلا در هر دوبخش انفرادی و مجموع تیمی شد.او اولین آمریکایی آفریقایی‌تبار زن و اولین آمریکایی آفریقایی‌تبار در رشته ژیمناستیک است که در تاریخ المپیک در انفرادی مجموع قهرمان شده‌است.داگلس همچنین به عنوان اولین ژیمناست آمریکایی که موفق به دریافت مدال طلا در هر دو بخش انفرادی و تیمی در یک المپیک شده‌است شناخته می‌شود.او به دلیل عملکرد عالی بر پارالل ناهم‌سطح سنجاب پرنده نام گرفته‌است. همچنین او در رقابتهای جهانی ۲۰۱۱ نیز یکی از اعضای تیم ایالات متحده بود که موفق به کسب مدال طلا شدند.

## اوایل زندگی
گبریل داگلس در ۳۱ دسامبر ۱۹۹۵ و در شهر ویرجینیابیچ به دنیا آمد.پدر او تیموتی داگلس و مادرش ناتالی هاوکینز هستند. او دارای دو خواهر به نام‌های جویل، آریل و یک برادر به نام جان است. او ژیمناستیک را با خواهر بزرگترش آریل در سن شش سالگی و با متقاعد کردن مادرشان برای اسم‌نویسی در کلاس‌های ژیمناستیک آغاز کرد. او تمرینات خود را تحت نظر مربی دانا واکر در ویرجینیابیچ آغاز کرد.او در سن هشت سالگی موفق به کسب عنوان قهرمانی در سطح چهار مجموع در ایالت ویرجینیا در سال ۲۰۰۴ شد.

## اوایل کار حرفه ای
آغاز کار داگلس در تیم ملی ایالات متحده در جام نستیا لوییکین سوپرگرل و در سال ۲۰۱۰ بود که در این رقابت‌ها او موفق به کسب مقام چهارم شد.